# Cầu dây võng Clifton
Cầu dây võng Clifton là một cây cầu dây võng bắc qua Avon Gorge và sông Avon, nối Clifton ở Bristol tới Leigh Woods ở North Somerset. Kể từ khi mở cửa vào năm 1864, nó đã là một cây cầu thu tiền; thu nhập từ đó cung cấp ngân quỹ cho việc duy trì nó. Cầu được xây dựng theo thiết kế của William Henry Barlow và John Hawkshaw, dựa trên thiết kế trước đây của Isambard Kingdom Brunel, và được đóng góp bởi Sarah Guppy. Đây là một kiên trúc được liệt kê cấp I và là một phần của con đường B3129.
Ý tưởng xây dựng một cây cầu qua Hẻm Núi Avon bắt nguồn từ năm 1753. Các kế hoạch ban đầu là một cây cầu bằng đá và sau đó là các cấu trúc bằng hợp kim sắt (wrought iron). Năm 1831, một nỗ lực để xây dựng thiết kế của Brunel bị ngưng lại bởi các cuộc bạo loạn Bristol, và phiên bản sửa đổi các thiết kế của ông được xây dựng sau cái chết của ông và hoàn thành vào năm 1864. Mặc dù tương tự về kích thước, tháp cầu không phải là giống hệt nhau trong thiết kế, tháp Clifton có các lỗ hổng ở 2 bên hông (side cut-outs), tháp Leigh có nhiều vòm nhọn hơn nằm trên đỉnh một trụ cầu bằng đá sa thạch đỏ có chiều cao 110 feet (34 m). "Yên ngựa" ở trên cùng của mỗi tháp cho phép di chuyển của ba dây chuyền sắt độc lập ở mỗi bên khi tải vượt qua cây cầu. Các boong cầu được treo bằng 162 thanh sắt thẳng đứng bằng 81 cặp kết hợp.
Công ty Cầu Clifton ban đầu quản lý cây cầu theo giấy phép từ một ủy thác (trust) từ thiện. Sau đó, ủy thác mua lại cổ phần của công ty, hoàn thành vào năm 1949 và tiếp quản việc quản lý chiếc cầu bằng thu nhập từ phí cầu đường để trả cho việc bảo trì. Cầu này là một cột mốc đặc biệt, được sử dụng như một biểu tượng của Bristol trên bưu thiếp, tài liệu quảng cáo và các trang web thông tin. Nó cũng được sử dụng như một phông nền cho một số bộ phim và truyền hình quảng cáo và các chương trình. Nó cũng đã được các địa điểm cho các sự kiện văn hóa quan trọng như nhảy bungee hiện đại đầu tiên vào năm 1979, chuyến bay Concorde cuối cùng năm 2003 và bàn giao tiếp sức đuốc thế vận hội năm 2012.